# مارکار خان داویدخانیان

مارکار خان داویدخانیان (ارمنی: Մարգար խան Դավիթխանյան) ناظر مالی فتحعلیشاه از سال ۱۸۰۴ تا ۱۸۴۸ میلادی (۱۲۱۹ تا ۱۲۶۵ هجری خورشیدی) بود. وی در دوران چهل و چهارسالی که در خدمت فتح‌علیشاه بود با امانت و درستی امور محوله را انجام می‌داد.